# Рождественська волость (Павлоградський повіт)
Рождественська волость — історична адміністративно-територіальна одиниця Павлоградського повіту Катеринославської губернії.
Станом на 1886 рік складалася з 15 поселень, 15 сільських громад. Населення — 2537 осіб (1258 чоловічої статі та 1279 — жіночої), 484 дворових господарства.
|                     | Площа, десятин | У тому числі орної, дес. |
| ------------------- | -------------- | ------------------------ |
| Сільських громад    | 2716           | 1262                     |
| Приватної власності | 18820          | 5345                     |
| Казенної власності  | —              | —                        |
| Іншої власності     | 240            | 94                       |
| Загалом             | 21776          | 6701                     |

Поселення волості:
- Рождественське (Шатове) — село при річці Бритай за 85 верст від повітового міста, 443 особи, 89 дворів, православна церква, школа, лавка, 6 ярмарків.
- Князеве (Долголівка) — село при річці Попельна, 485 осіб, 96 дворів, православна церква, лавка.